# Postakocsi (vasúti)
Ez a szócikk a vasúti postakocsikról szól! Egyéb postakocsikról a Postakocsi szócikkben lehet olvasni.

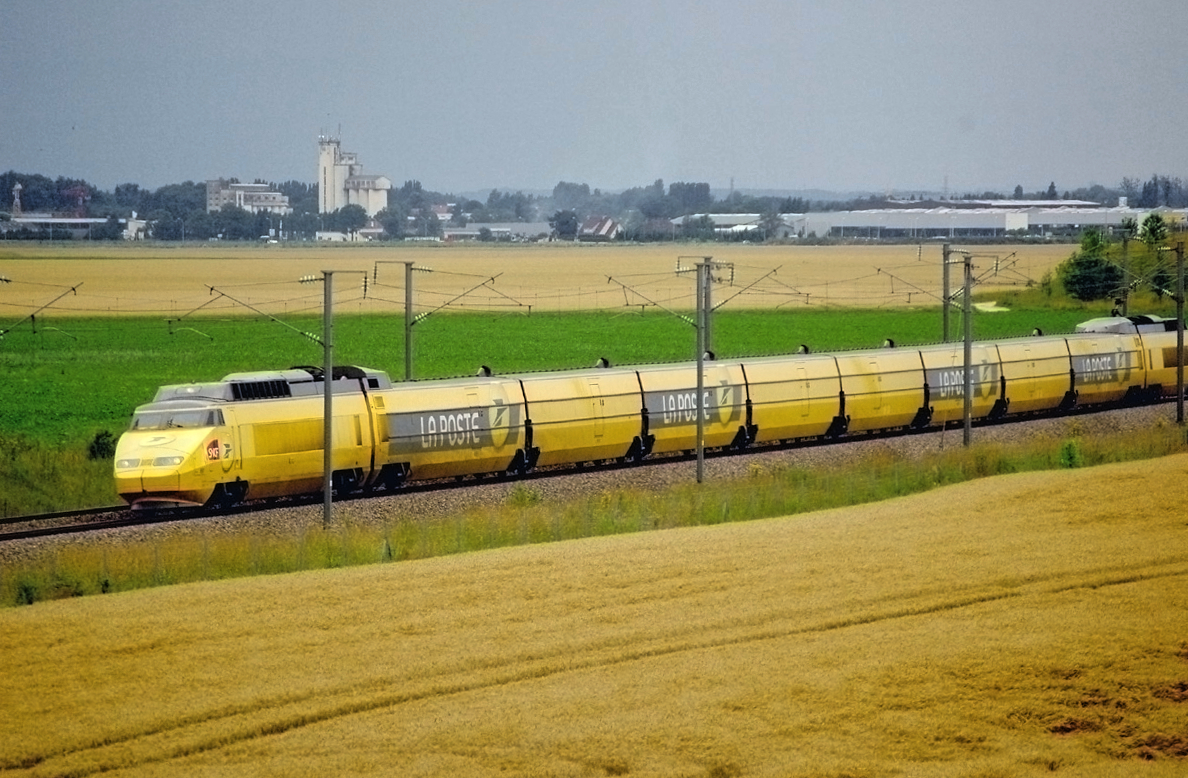
A TGV La Poste Franciaországban

A vasút már a kezdetektől szállított postát vasúti postakocsikban. Gyakran a levelek feldolgozása, válogatása is a vonaton történt. A postakocsit (is) továbbító vonatot gyakran postavonatnak nevezték. Napjainkra szerepe egyre csökken, mert a közúti közlekedéssel és a légi közlekedéssel nehezen veszi fel a versenyt.

## Története
Az első posta küldemény vonaton az első városközi vonalon, a Liverpool–Manchester-vasútvonalon utazott. Később a további vonalak is egyben postai útvonalakká váltak.

### USA
Az USA-ban a posta szállítások repülőre való terelése olyan súlyos bevételkiesést és pénzügyi problémákat okozott a magán-vasúttársaságoknak, hogy ez a személyszállítás megszűnését jelentette. A postakocsikat menetrendszerű személyszállító vonatokhoz kapcsolták, és a posta nyeresége finanszírozta a veszteséges személyszállítást. Miután a magán társaságok felhagytak a postai szállítással és a személyszállítással, az amerikai kormány megalapította az Amtrakot.

### Franciaország
Franciaországban a postát jelenleg még vasúton szállítják. Az SNCF-nek kimondottan posta TGV motorvonata is van, a TGV La Poste.

### Magyarország
| Sorozatszám   | Betűjel    | Megjegyzések                                                     | Gyártó                        | Beszerzés ideje | Eredeti mennyiség (darab) |
| ------------- | ---------- | ---------------------------------------------------------------- | ----------------------------- | --------------- | ------------------------- |
| 00-29 000-011 | Post       | kis győri postakocsi", 29-17,39-17 kocsikból Dunakeszin átépítve | Rába MVG / Dunakeszi Főműhely | 1984-1986       | 12                        |
| 00-57 000-029 | Post/Postv | ex Postm vezérlőkábel felszerelve: 003, 021, 023, 025            | Cegielski Wrocław             | 1967-1973       | 30                        |
| 90-47 030-059 | Post/Postv | ex Fmo vezérlőkábel felszerelve: 039, 041, 051                   | Cegielski Wrocław             |                 | 30                        |
| 00-40 060-089 | Post       | ex Fmo                                                           | Cegielski Wrocław             |                 | 30                        |
| 00-40 100-125 | Postm      |                                                                  | Ganz-Hunslet                  | 1991            | 26                        |

Magyarországon a postakocsik zöld és kék színű kocsik voltak, oldalukon piros csíkkal. Tulajdonosuk a Magyar Posta Zrt. és sorozatjelük a Post sorozat volt. A Keleti pályaudvarról és a Déli pályaudvarról indultak éjszaka postavonatokba sorolva a vidéki nagyvárosok felé. A szolgáltatás 2004-ben szűnt meg. Kavalecz Imre, a MÁV akkori szóvivője hivatalos sajtóközleményében az Európai Unióban már bevált gyakorlatra hivatkozott, míg mások véleménye szerint az állam a közúti fuvarozásért kevesebb adót (úthasználati díj, súlyadó stb.) szed be fajlagos egységre számítva a Magyar Postától, mint amennyit a MÁV pályahasználati díjként, ezért egyenlőtlenek a versenyfeltételek.
A legjobb állapotú Ganz postakocsik közül néhányat a MÁV Nosztalgia Kft. luxus hálókocsit épített, valamint pár példányt gyomirtó menetekhez építettek át, a többi forgalomból kivonva tartósan áll.

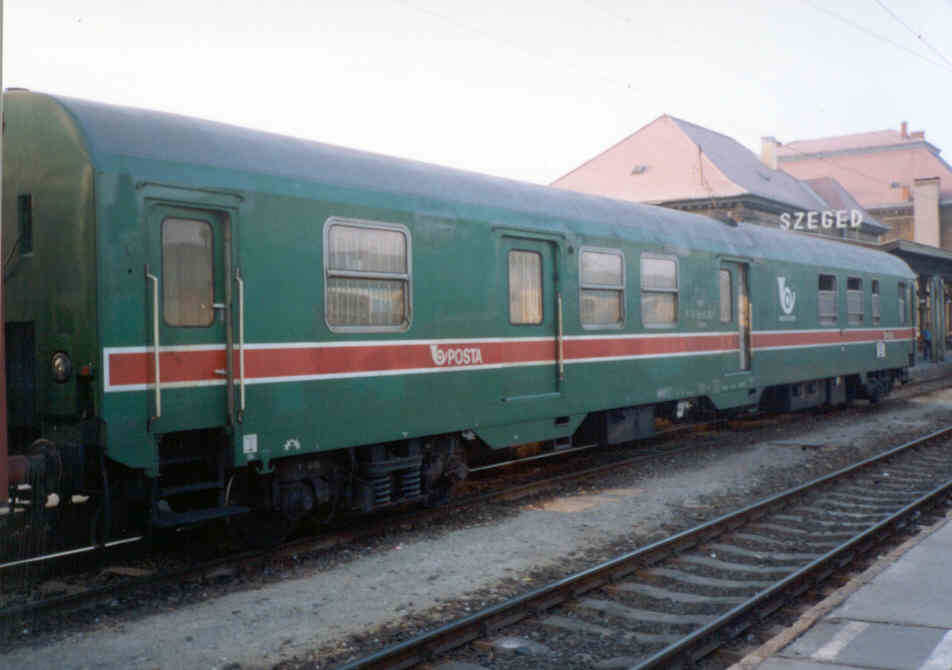
...Szeged állomáson...
...és postavonatba sorolva.

Egy lengyel postakocsi télen...
...postavonatba sorolva...
...és a Déli pályaudvaron

## Technikai érdekességek
A gyors szállítás érdekében a vasutak nem riadtak vissza a szokatlan és érdekes technikai megoldásoktól sem:
- kisebb városokban a leveles zsákokat egyszerűen kidobták a mozgó vonatból az állomáson. A továbbítandó levelek pedig egy kampóra akasztva lógtak a sín mellett, melyet szintén menet közben kellett lekapni,
- a postavonatok gyakran vittek pénzt is, melyet komoly fegyveres erők védtek,
- a MÁV felújított Bhv kocsijainak beceneve Posta-bhv, mert az oldalukon végigfutó jellegzetes piros csík hasonló a postakocsik festéséhez.

## Galéria
Postakocsik a világon:

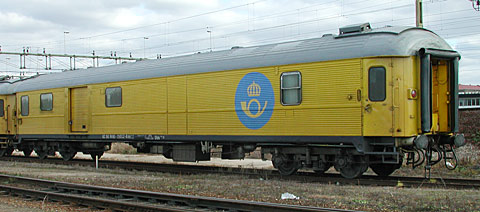
Svéd postakocsi Malmőben
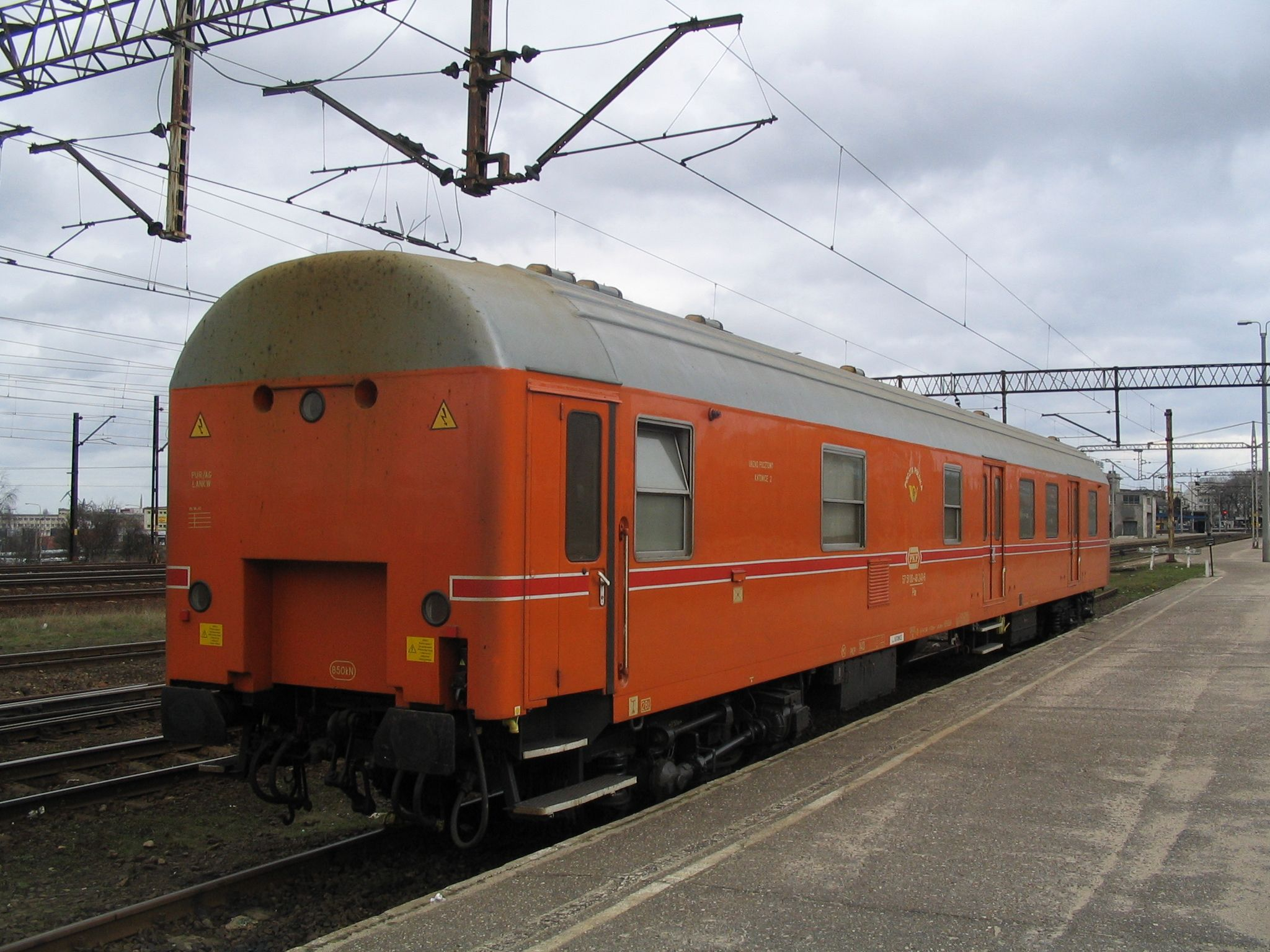
Lengyel postakocsi
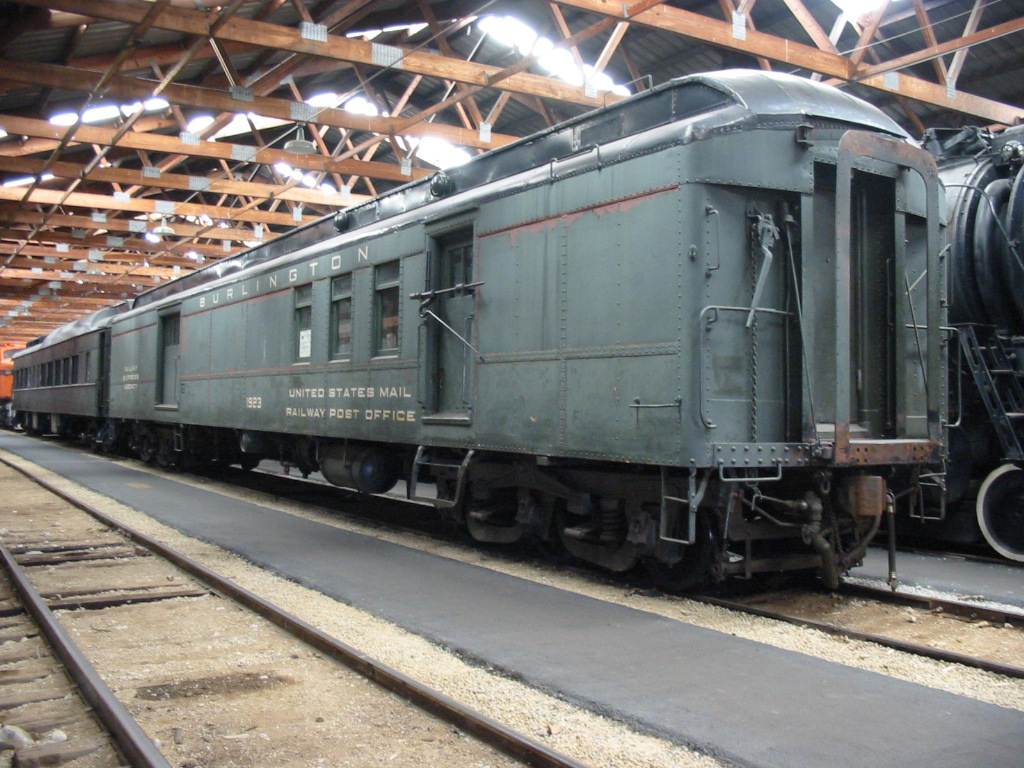
Amerikai postakocsi Chicagóban